# 猪山英徳
猪山 英徳（いやま ひでのり）は、日本の実業家。元東洋酸素社長、大陽東洋酸素副社長。東洋酸素と大陽酸素の合併を決めた。

## 経歴
長崎県出身。1957年に九州大学法学部卒業後、三菱信託銀行入行。1985年同行取締役丸の内支店長を経て、1987年4月に東洋酸素入社。同年6月常務取締役、1989年6月専務取締役を経て、1992年1月社長に就任した。1994年、競争力の強化を目的として同じ三菱グループに属する大陽酸素と合併することを発表、1995年4月1日付で発足した新会社・大陽東洋酸素の副社長に就任した。